# カノーパス級戦艦
カノーパス級戦艦 (Canopus class battleship) は、イギリス海軍がかつて用いていた前弩級戦艦の艦級。マジェスティック級戦艦の次に竣工した。

## 概要

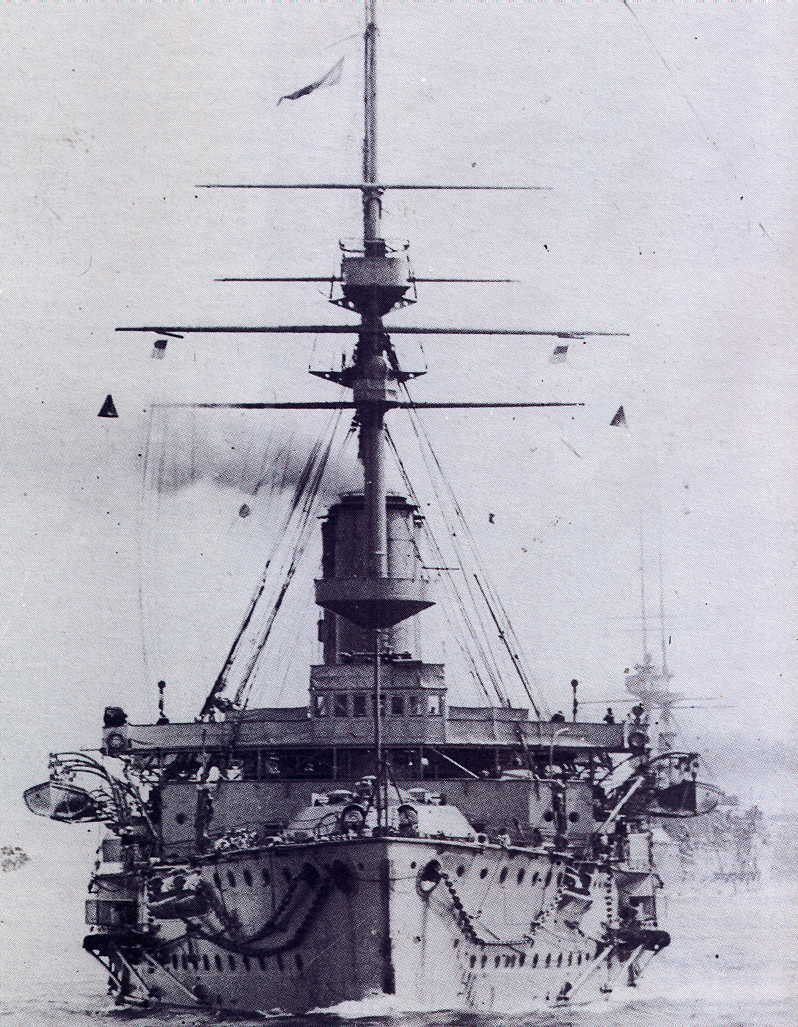
艦首方向から撮影された「ゴライアス」

本級は急速に強大化しつつあった日本海軍及びロシア海軍に備えて中国に配備するための戦艦として計画された。そのため設計段階から喫水は低く抑えられている。防御装甲はマジェスティック級以前の戦艦で用いていたハーヴェイ鋼ではなく軽くて丈夫なクルップ鋼を用いたために防御厚を減じて、浮いた防御重量で排水量を減らして速度をあげることに成功している。本級はマジェスティック級に比べて若干兵装に変更があるが、前述通りに防御厚は減じられたがマジェスティック級に匹敵する防御能力を維持した。1897年から翌々年にかけてアルビオン、ヴェンジャンス、オーシャン、カノーパス、グローリー及びゴライアスの6隻が建造・就役した。

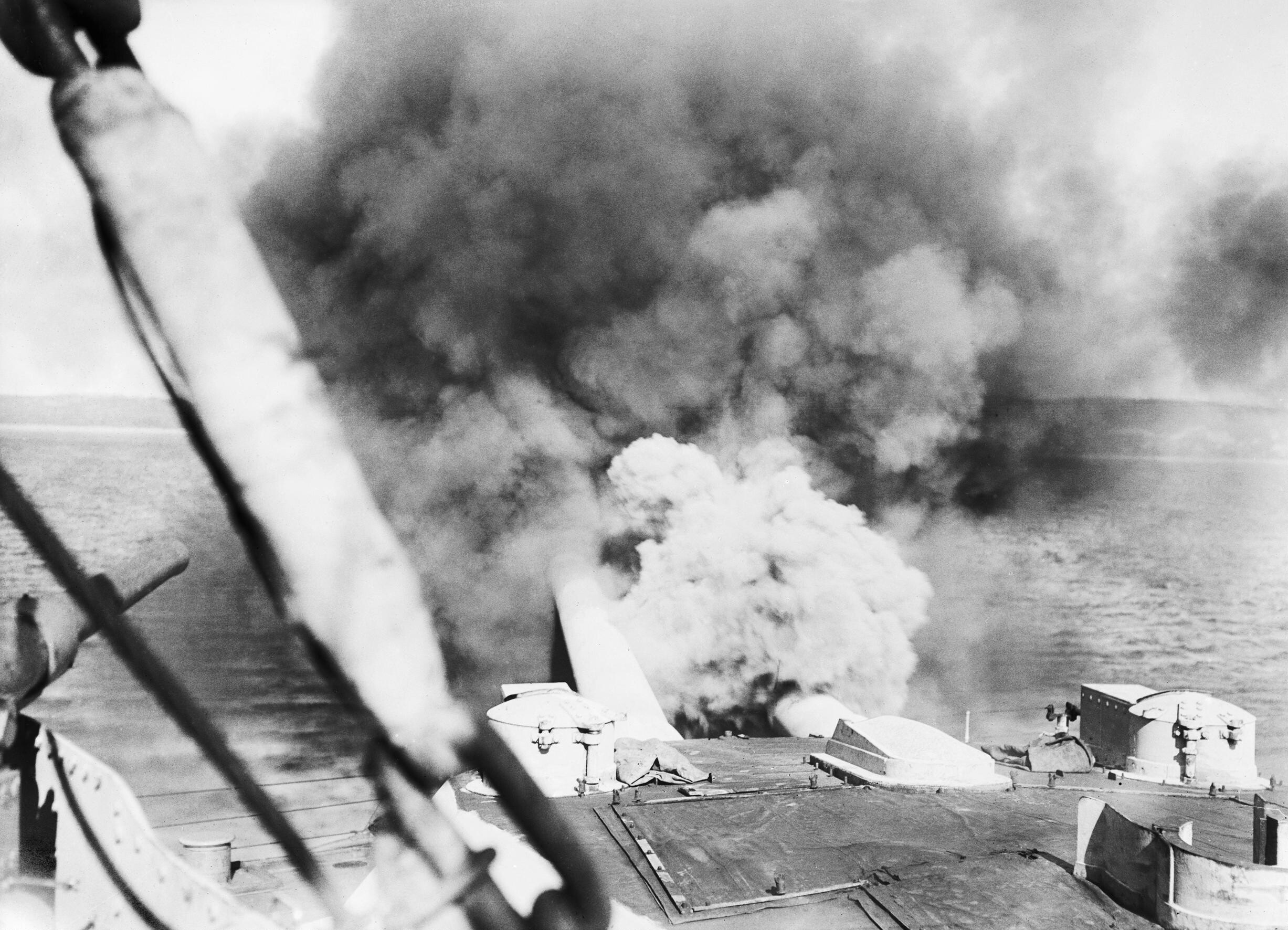
トルコ要塞へと向けて艦砲射撃する「カノーパス」の主砲

第一次世界大戦時は現役で、他の旧式艦同様地中海で利用され、ガリポリの戦いに参加している。ゴライアス及びオーシャンは作戦行動中にそれぞれ魚雷及び機雷で戦没している。その他の生存艦は1920年代に相次いで退役した。

## 艦形

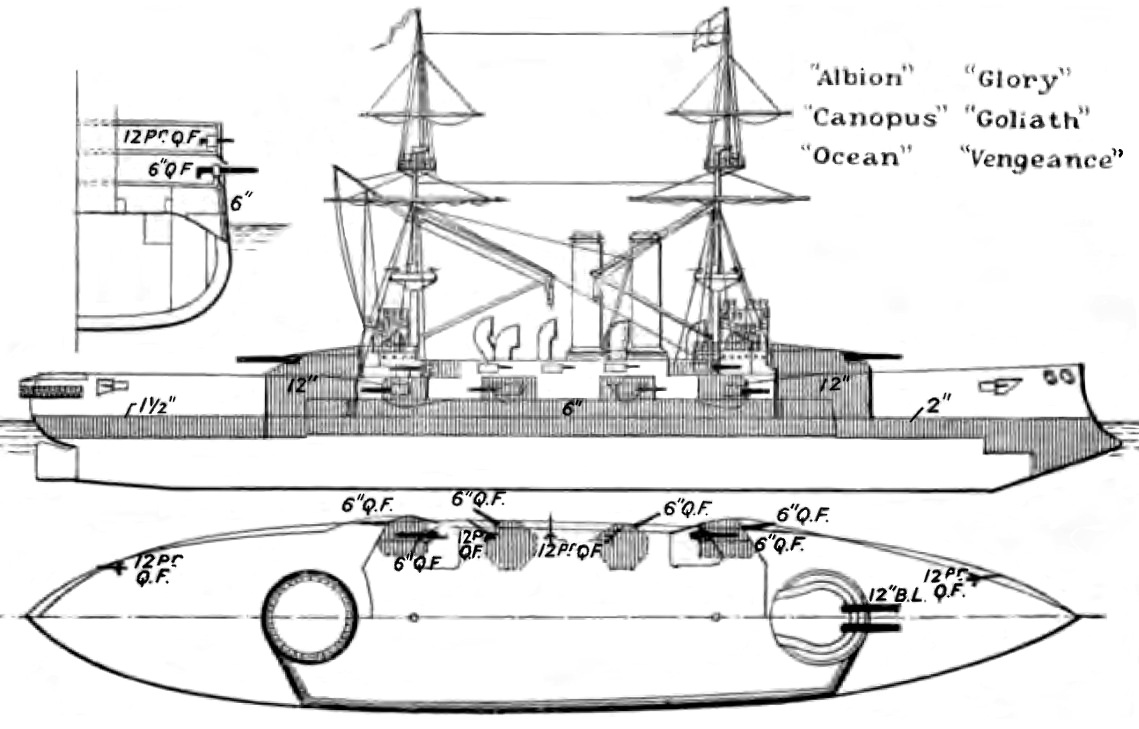
本級の武装・装甲配置を示した図。

本級の船体構造は基本デザインは前級を踏襲する平甲板型船体で、全長に比べて船体の幅が狭いという前弩級戦艦特有の船体形状をしていた。艦首水面下には未だ衝角（ラム）が付き、その下部には弩級戦艦にも受け継がれる水中魚雷発射管がある。
艦首から順に構造を記述すれば、艦首甲板上に主砲は新設計の「1895年型 30.5cm（35口径）砲」を楔箱形の連装砲塔におさめて1基を配置。その背後には司令塔を組み込んだ操舵艦橋の背後に前部ミリタリー・マストが立ち、マストには4.7cm砲を配置した二段の見張り台が設けられていた。船体中央部の煙突の本数は前級よりも1本減った2本煙突が立ち、その周囲は艦載艇置き場となっており、その運用のために2番煙突の後方にグース・ネック（鴨の首）型クレーンが片舷1基ずつ計2基を配置した。後部艦橋の上にマストが立つ。甲板一段分下がった後部甲板上に後向きに2番主砲塔が1基配置され、艦尾には艦長室が設けられた。左右の舷側には副砲の15.2cm速射砲を片舷に等間隔に4基、上甲板構造物前後端に1基ずつを配置して計12基を搭載した。この武装配置により艦首尾方向に最大で30.5cm砲2門・15.2cm砲4門が、左右舷側方向に最大で30.5cm砲4門・15.2cm砲6門が指向できた。

## 武装

### 主砲

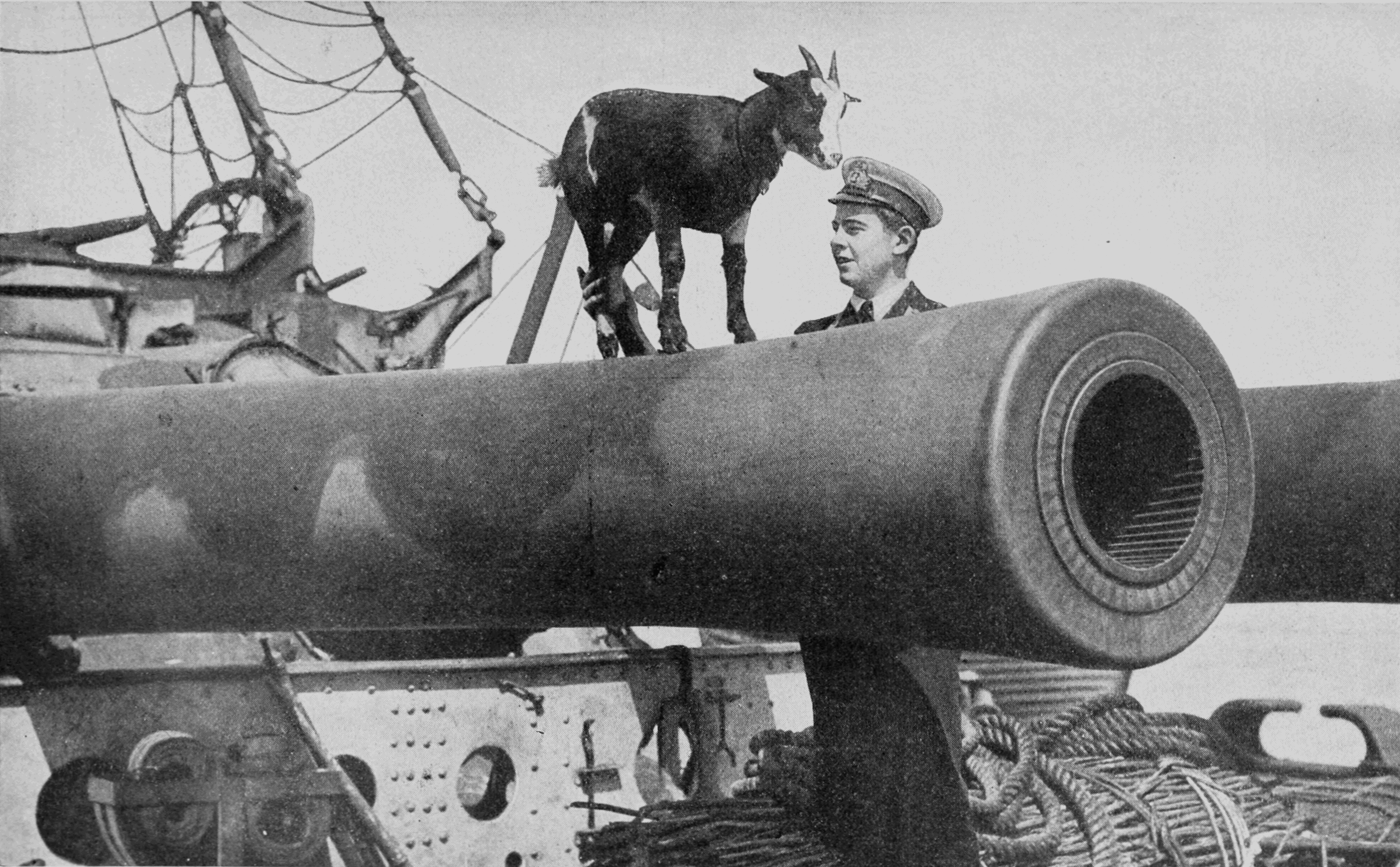
1916年に撮られた「カノーパス」の主砲。

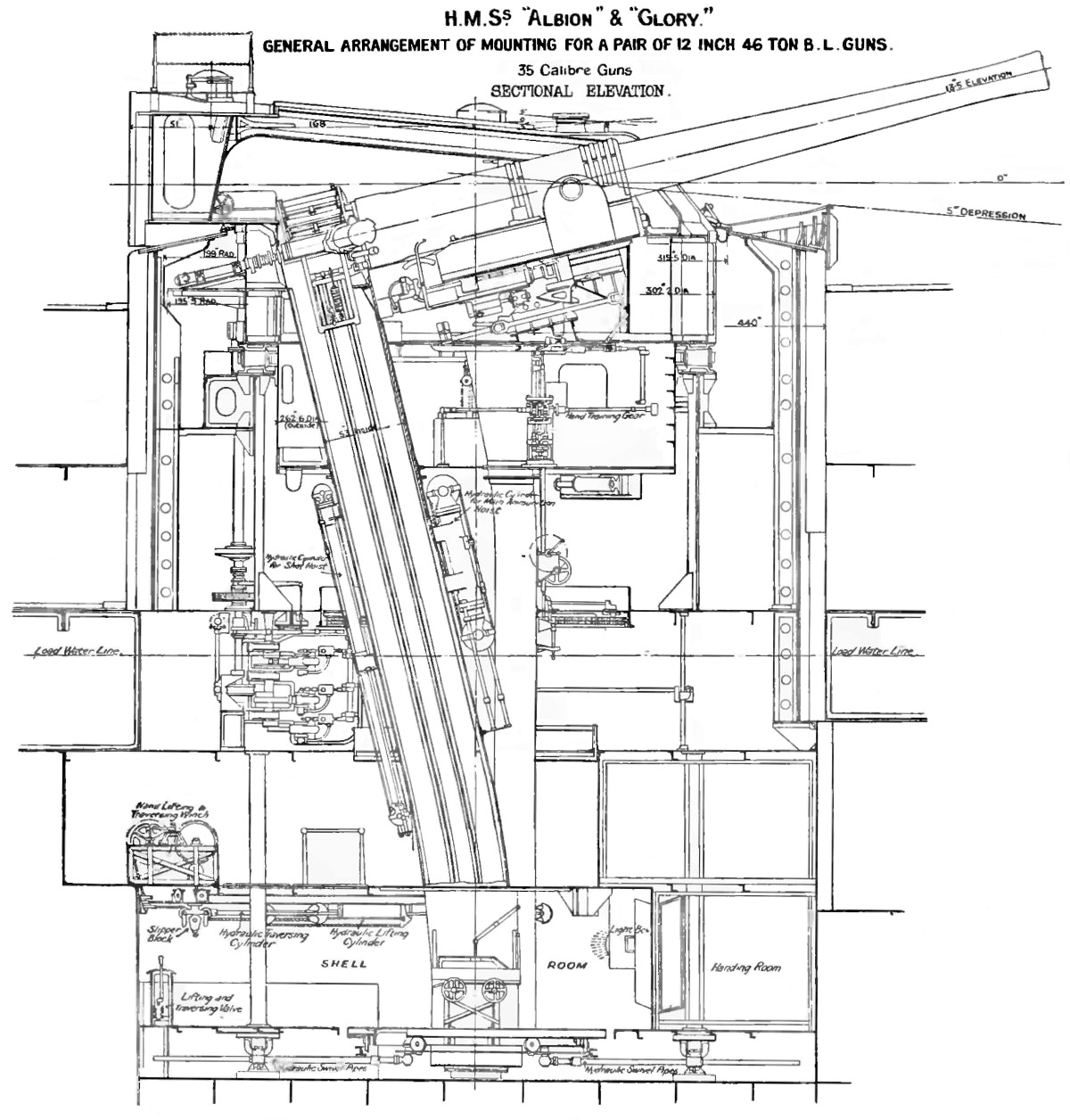
本級の主砲塔の構造図。

主砲は前級より引き続き「1895年型 30.5cm（35口径）砲」を採用した。その性能は386 kgの主砲弾を、最大仰角13.5度で13,590 mまで届かせられ、射距離9,140 mで舷側装甲はKC鋼で216 mmを貫通する性能を持っていた。これを連装砲塔に収め、砲身の可動仰負角は仰角13.5度・俯角3度までであった。旋回角度は艦首方向を零度として左右共に150度に旋回でき、動力は蒸気ポンプ駆動の水圧動力が主に用いられ非常用に人力が選択出来た。発射速度は2分に1発である。本級の砲塔は揚弾筒を内蔵する円筒形バーベットの上に載っている。

### その他の備砲・水雷兵装
副砲は「1892年型 15.2cm（40口径）砲」を前級に引き続き採用した。その性能は45.3kgの砲弾を、最大仰角15度で9,140 mまで届かせられた。砲身の俯仰・砲塔の旋回・砲弾の揚弾・装填は主に人力を必要とした。砲身の上下角度は仰角15度・俯角3度で旋回角度は舷側配置の物は150度であった。発射速度は1分間に5～7発であった。
他に対水雷艇迎撃用に、「アームストロング 7.6cm（40口径）単装速射砲」を単装砲架で計14基、近接戦闘用としてこの時代の軍艦に広く採用されたフランスのオチキス社の「オチキス 4.7cm（43口径）機砲」を単装砲架で6基装備した。対艦攻撃用に45.7cm水中魚雷発射管4基をしていた。

## 参考図書
- 「世界の艦船増刊第30集　イギリス戦艦史」（海人社）